# Escuelas Públicas de Portland (Oregón)
Las Escuelas Públicas de Portland (Portland Public Schools, PPS en inglés) es el distrito escolar en Oregón, Estados Unidos. El distrito tiene escuelas en la Ciudad de Portland.

## Escuelas

### Escuelas secundarias
- Benson Polytechnic
- Cleveland
- Franklin
- Ulysses S. Grant
- Jefferson
- Leadership and Entrepreneurship Public Charter High School (LEP)
- Lincoln
- James Madison
- Marshall
- Roosevelt
- Woodrow Wilson